# Constitució dels Estats Units

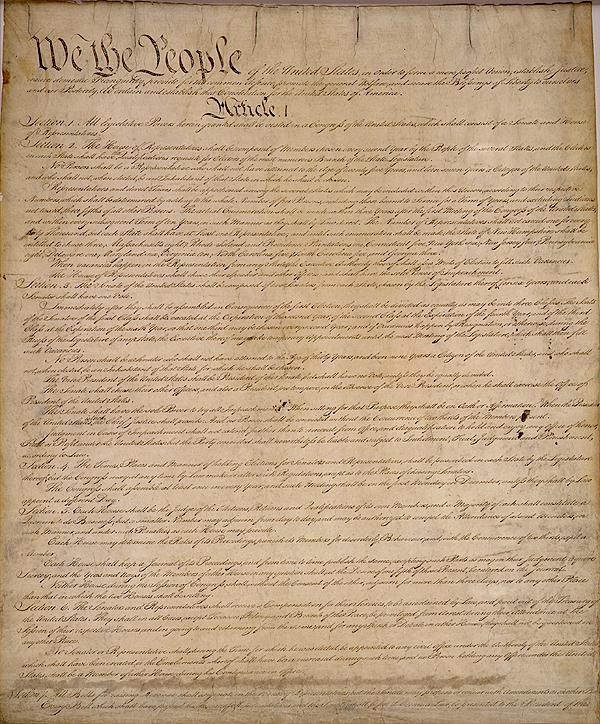
Transcripció original de la Constitució dels Estats Units

La Constitució dels Estats Units és el document de govern i la llei suprema dels Estats Units d'Amèrica. La seva redacció va finalitzar el 17 de setembre del 1787 per la Convenció Constitucional a Filadèlfia, Pennsilvània, i després va ser ratificada pels delegats que representaven els pobles dels tretze estats. Tan bon punt els delegats de nou dels tretze estats hagueren ratificat el document, la federació o Unió americana va néixer oficialment i la Cambra dels Representants es va reunir per primera vegada el 4 de març del 1789, data en què entrà en vigor la Constitució. La federació va reemplaçar la unió dèbil i descentralitzada que existia abans, el document legal de la qual eren els Articles de la Confederació. La Constitució dels Estats Units és la constitució escrita més antiga del món que encara és vigent. Una transcripció original del document s'exhibeix a la Seu dels Arxius Nacionals de Washington, DC.
El 2019 es va realitzar la primera anàlisi lingüística completa del corpus de la Constitució. Aquesta anàlisi lingüística es va realitzar per a extreure el significat de la paraula emolument.

## Antecedents
El constitucionalisme estatunidenc neix amb les tretze colònies que es declaren independents d'Anglaterra el 1776 mitjançant la declaració d'independència. Obtinguda la independència els nous estats es dotaran de constitucions escrites, sistemàtiques i codificades, amb un contingut liberal, declaració de drets i separació de poders, i aprovades per una assemblea constituent. La constitució de Virgínia va ser la primera constitució liberal escrita de la història. Es tracta d'un constitucionalisme que parteix de principis propis, a diferència de la continuïtat i pausada transformació de les institucions tradicionals característiques del constitucionalisme anglès.
Els articles de la Confederació (1777), primera articulació política entre els tretze estats, on conservaven la sobirania pròpia, però delegaven alguns poders, centrat en temps de guerra i emergència.
El setembre del 1786, els comissionats de cinc estats es van reunir a la Convenció d'Annàpolis per discutir ajustaments i revisions dels Articles de la Confederació per millorar el comerç. Van convidar els representants estatals a reunir-se a Filadèlfia per discutir les millores necessàries al govern de la confederació. Després de debatre, la Confederació va aprovar el pla per revisar-ne els articles el 21 de febrer del 1787. Dotze dels tretze estats (Rhode Island no hi va assistir) van acceptar la invitació i hi van enviar llurs delegats el maig del 1787. Encara que el propòsit era proposar esmenes als Articles de la Confederació, la Convenció va decidir escriure una constitució, de manera secreta. La Convenció va decidir establir un nou disseny de govern i estipulava que només nou dels tretze estats havien de ratificar-la perquè el nou govern entrés en vigor (òbviament, en els estats que la ratificassin). El 17 de setembre del 1787 es va finalitzar la redacció de la constitució i es va presentar amb un discurs de Benjamin Franklin. El nou govern es va formar el 4 de març del 1789.

### Treball previ a la Convenció de Filadèlfia
El Pla de Virgínia va ser l'agenda no oficial de la Convenció, redactada majoritàriament per James Madison. Estava dirigida a afavorir els interessos dels estats més grans, i entre altres propostes hi havia:
- Un poderós Congrés bicameral amb una Cambra de Representants i un Senat
- Un poder executiu (president) elegit per la legislatura
- Un poder judicial, amb períodes de servei de per vida, amb poders vagues
- El Congrés federal, que podria vetar lleis estatals

Una proposta alternativa, el pla de Nova Jersey, atorgava a tots els estats igual capacitat d'influència i va ser promoguda pels estats més petits.

### Influències històriques
Moltes de les idees en la Constitució eren noves, i un gran nombre d'aquestes es van derivar de la literatura del republicanisme als Estats Units, de l'experiència dels tretze estats, i de l'experiència del Regne Unit amb la seva forma de govern mixta. La influència més important d'Europa continental vingué de Montesquieu, que emfasitzava tenir forces equilibrades que s'oposessin mútuament per prevenir la tirania. Això reflecteix la influència del tractat de Polibi -segle II aC- sobre els frens i contrapesos de la Constitució de la República Romana. John Locke és conegut per tenir una influència mixta, i la clàusula del degut procés de la Constitució dels Estats Units es va basar parcialment en el dret anglosaxó amb referències a la Carta Magna de 1215.
És de destacar, així mateix, la influència que la tradició de govern democràtic i igualitari de la Confederació Iroquesa va tenir en Benjamin Franklin a l'hora de redactar la Constitució.

## Articles i esmenes
La Constitució consta d'un preàmbul i set articles.

### Preàmbul
El preàmbul diu: "Nosaltres, el poble dels Estats Units, per tal de formar una Unió més perfecta, establir justícia, assegurar-ne la tranquil·litat interna, proveir una defensa comuna, promoure el benestar general i assegurar les benediccions de llibertat per a nosaltres i els nostres descendents, ordenem i establim aquesta Constitució per als Estats Units d'Amèrica". El Preàmbul no atorga cap dret ni prohibeix cap acció, només explica les raons i els motius de la Constitució. Les primeres tres paraules ("Nosaltres, el poble", We the people) s'han convertit en la frase més famosa i més citada del document.

### Els set articles
- Article uEstableix la branca legislativa de l'Estat federal, el Congrés de la Unió format per la Cambra dels Representats i el Senat.
- Article dos Descriu la branca executiva, la presidència, així com els requisits per a ocupar el càrrec i el procediment d'elecció.
- Article tres Descriu la branca judicial, el sistema judicial i la Suprema Cort de Justícia, així com les corts menors.
- Article quatre  Descriu la relació entre els estats i el govern federal i entre els estats.
- Article cinc Descriu el procés necessari per esmenar la constitució: per mitjà del Congrés o per una convenció nacional demanada pels estats. Si les esmenes provenen del Congrés, cal el vot de 2/3 del quòrum present d'ambdues cambres. En el segon mètode, 2/3 de tots els congressos dels estats poden sol·licitar una convenció per realitzar les esmenes. Aquest mètode mai no ha estat utilitzat. Tan bon punt una esmena sigui aprovada pel Congrés, cal que 3/4 parts dels estats la ratifiquen.
- Article sis Estableix que la constitució, les lleis i els tractats dels Estats Units són la llei suprema sobre el territori i que els jutges de cada estat han d'aplicar-los. També estableix que no és requisit que la persona que vulgui ocupar un càrrec públic professi cap fe o religió.
- Article set Descriu els requisits per a ratificar la Constitució. La Constitució no entraria en vigor fins que nou estats l'haguessin ratificat en les convencions estatals corresponents. Nou Hampshire va ser el novè estat a fer-ho, el 21 de juny del 1788. Tan bon punt el Congrés va rebre la ratificació, es va plantejar un calendari d'operacions, i el 4 de març del 1789 el govern va començar a operar.

### Esmenes
La constitució conté 27 esmenes. Les primeres deu esmenes, conegudes com la Declaració de Drets, van ser ratificades simultàniament. Les altres 17 van ser ratificades de manera separada. La Declaració dels Drets es va adoptar entre 1789 i 1791, amb la intenció de limitar el poder del govern central. És la resposta a les crítiques que van fer les convencions estatals així com importants figures com ara Thomas Jefferson. Els crítics argumentaven que, sense cap altra restricció, el nou govern central i ara fort, podia convertir-se en un poder tirànic. Aquests drets inclouen la llibertat d'expressió, la llibertat de premsa, la llibertat de reunió, la llibertat religiosa, entre d'altres.
Les 27 esmenes actuals s'han ratificat al llarg de la història de la nació nord-americana; l'última esmena d'aprovar-se va ser una restricció a l'increment dels salaris dels representants, ratificada el 1992.

## Interpretació
La carta magna nord-americana,
el primer text constitucional de l'era contemporània, va ser aprovada 
el 1787. Consta d'un preàmbul curt i
7 articles i és, per tant, molt reduïda. El preàmbul conté els propòsits que
justifiquen l'existència del text:
1. Formar una unió més perfecta.
2. Establir justícia.
3. Garantir la tranquil·litat interior.
4. Assolir la defensa comuna.
5. Fomentar el benestar general.
6. Estendre els beneficis de la llibertat.

El poder legislatiu resideix en
un Congrés que té dues cambres: una cambra baixa o Cambra de Representants
i una cambra alta o Senat.
La Cambra de Representants
està formada per membres elegits per sufragi universal masculí
per un mandat de 2 anys. Els electors de cada estat trien
representants a raó d'un per cada 30.000 habitants i com a mínim un per estat. Per ser
representant cal tenir 25 anys, haver estat ciutadà nord-americà durant com a mínim 7 anys i
ser resident de l'estat que es vol representar. La cambra tria el seu president
i altres funcionaris.
El Senat consta de 2 senadors
per estat, que són elegits per les assemblees legislatives de cada estat. El
mandat dura 6 anys i cal tenir 30 anys, haver estat ciutadà nord-americà durant 9 anys com a mínim i
ser resident de l'estat que es vol representar. El president del Senat és el vicepresident
de la nació.
Cada cambra disposa del seu
propi reglament intern. Per a crear una llei amb aquest sistema, cal seguir els
passos següents:
1. El projecte de llei s'origina a la cambra baixa i és ratificat (o no) pel Senat.
2. Tot projecte de llei aprovat per les dues cambres del Congrés és sotmès a l'escrutini del president perquè el signi abans de ser finalment aprovat. Si no ho fa, el projecte és retornat a les cambres amb les seves observacions fetes, que el discutiran novament.
3. Si dos terços de les cambres l'aproven de nou, esdevindrà llei definitivament sense comptar en aquest cas amb l'opinió del president.
4. Un cop ratificada pel Congrés, la llei entra en vigor al cap de 10 dies.

Com s'ha vist, dona
amplis poders al Congrés. El poder executiu queda sotmès al legislatiu.
El
president és elegit juntament amb el vicepresident per un període de 4 anys. Per
a la seva elecció, cada estat designarà un nombre de compromissaris igual al de
senadors i representants. Aquests triaran el president i el vicepresident. Per
ser-ho, és necessari haver estat resident al país durant 14 anys com a mínim, tenir 35
anys i ser ciutadà nord-americà. El president és el cap suprem de les Forces Armades i
de la flota. Pot establir tractats, encara que necessita 2/3 parts del Senat
per a fer-ho. Nomena els ministres, els magistrats del Tribunal Suprem i els
ambaixadors. Als Estats Units, el poder judicial està sotmès al poder executiu.
L'article 5è estableix la
possibilitat de modificar la carta mitjançant esmenes, sempre que 2/3 del
Congrés ho consideri necessari o ho demanin les assemblees legislatives de 2/3
dels estats. Les esmenes són proposades per una convenció constituïda expressament per a tal efecte. Esdevenen vàlides quan les ratifiquen les
assemblees de 3/4 dels estats.
La Constitució original no conté els drets de les
persones, així que aquests van ser definits amb la primera esmena el 1789.